# Peter Agius
Peter Agius (nascido em 1979) é um político e advogado maltês. Membro do Partido Nacionalista, foi eleito Deputado ao Parlamento Europeu (MEP) nas eleições para o Parlamento Europeu de 2024.
Agius tem uma carreira de 20 anos nas instituições da União Europeia. Já foi redactor de discursos de Antonio Tajani.